# Bicycle Playing Cards

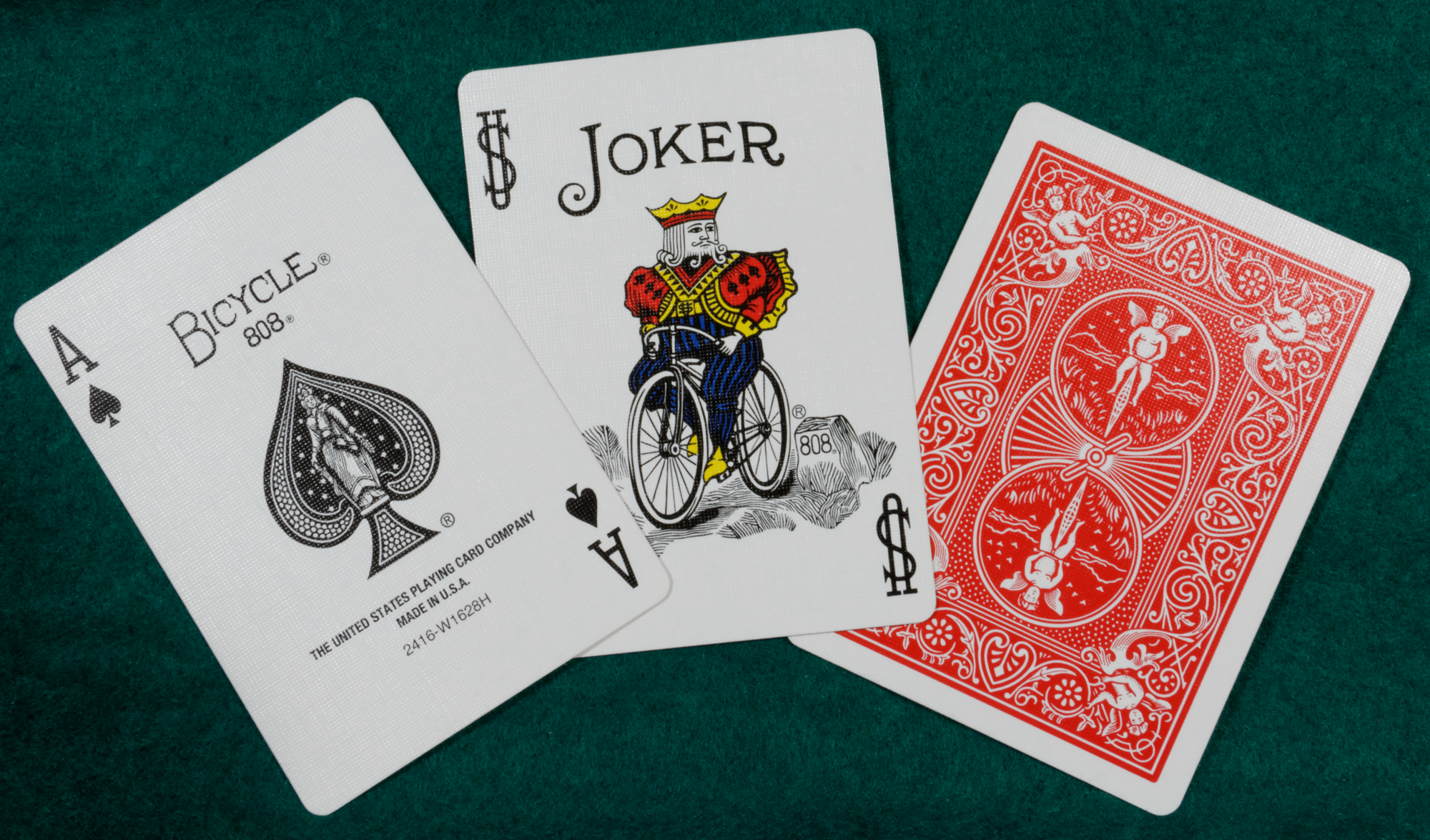
Các quân bài Bicycle hiện nay: Át bích, quân joker (phăng teo) và "Rider Back" màu đỏ.

Bicycle Playing Cards là một thương hiệu bài tây. Kể từ năm 1885, thương hiệu Bicycle đã được sản xuất bởi Công ty In ấn Hoa Kỳ vào năm 1894, công ty này trở thành Công ty Bài tây Hoa Kỳ (USPCC), hiện có trụ sở tại Erlanger, Kentucky. "Bicycle" là thương hiệu của công ty đó. Cái tên Bicycle được chọn để phản ánh sự phổ biến của xe đạp vào cuối thế kỷ 19.

## Thiết kế
Các lá bài của Bicycle dựa theo bộ bài tây kiểu Pháp, bao gồm 52 lá bài (13 lá trong mỗi bộ gồm hai bộ màu đỏ và hai bộ màu đen), và bao gồm hai lá Joker (phăng teo). Logo Bicycle được in trên quân át bích. Bộ bài hiện nay cũng có hai lá bài thông tin/hướng dẫn.
Bài tây Bicycle được bán với nhiều kiểu diện mạo khác nhau, phổ biến nhất là thiết kế Rider Back. Chúng có sẵn với các chỉ mục tiêu chuẩn ở kích thước cờ bài (3,5 x 2,5 inch [8,9 cm × 6,4 cm]), kích thước cầu (3,5 x 2,25 inch [8,9 cm × 5,7 cm]) và bộ bài pinochle, bộ bài poker "Jumbo Index" và  bộ bài Lo Vision được thiết kế dành cho người khiếm thị. Các loại thẻ khác với mặt sau, kích thước, màu sắc và thiết kế tùy chỉnh khác nhau được sản xuất để thực hiện các trò ảo thuật cũng như đồ mới lạ và đồ sưu tập.

## Ý nghĩa trong các cuộc chiến tranh của Mỹ
Vào cuối Thế chiến thứ nhất, Công ty Bài tây Hoa Kỳ đã sản xuất bốn bộ bài "War Series" dưới nhãn hiệu Bicycle để đại diện cho từng nhánh của lực lượng vũ trang Hoa Kỳ: Flying Ace cho Bộ phận Hàng không của Quân đoàn Tín hiệu, Dreadnaught dành cho Hải quân, Invincible (còn gọi là Kẻ chinh phục) dành cho Thủy quân lục chiến và Big Gun dành cho Quân đội. Bộ bài được ra mắt vào năm 1917 và dường như chỉ được phát hành cực kỳ hạn chế trước khi bị rút khỏi lưu hành.  Không rõ tại sao các bộ bài này không được lưu hành, nhưng một giả thuyết cho rằng chúng được dự định phân phối cho quân đội ở nước ngoài, và USPCC đã phá hủy kho Bộ bài Chiến tranh của họ khi Đình chiến được tuyên bố vào năm 1918. Chỉ một số ít bộ bài này tồn tại cho đến ngày nay.
Trong Thế chiến thứ hai, những tấm thẻ được sản xuất có thể bóc ra khi ngâm trong nước. Các phần của một bản đồ lớn có thể được vẽ ở bề mặt bên trong, và các nửa sau đó được ghép lại để tạo thành một bộ bài trông vô hại.  Những thẻ này được cung cấp cho tù binh để sử dụng trong các cuộc vượt ngục.  Ít nhất một ví dụ về bộ bài như vậy được biết là còn tồn tại và được trưng bày tại Bảo tàng Điệp viên Quốc tế ở Washington, DC. Các bản sao hiện đại đã được bán với số lượng hạn chế.
Công ty cung cấp các thùng thẻ Át bích cho lính Mỹ trong Chiến tranh Việt Nam. Người ta đã lầm tưởng rằng Việt Nam Cộng Hòa coi lá bài đặc biệt này là biểu tượng của cái chết và sẽ bỏ chạy khi nhìn thấy nó. Trên thực tế, ban đầu nó chẳng có ý nghĩa gì đối với Việt Nam Cộng Hòa, nhưng niềm tin rằng kẻ thù sợ quân bài đã nâng cao tinh thần của lính Mỹ. Nguồn gốc của những lá bài này được cho là nhờ một lá thư do Trung úy Charles W. Brown viết vào đầu năm 1966 gửi Allison F. Stanley, Chủ tịch Công ty Thẻ chơi Hoa Kỳ. Brown đã đọc những nhận xét của Nghị sĩ Craig Hosmer của bang California rằng Việt Nam Cộng Hòa mê tín về sự xui xẻo với hình ảnh phụ nữ và quân Át bích. Thiết lá bài này của Bicycle có hình ảnh Nữ thần Tự do kết hợp với thuổng. Sau khi trao đổi với các trung úy khác, Brown yêu cầu 1.000 lá bài Át bích cho đại đội của mình để đi tìm kẻ thù, như một dấu hiệu cho thấy quân Mỹ đã có mặt trong khu vực. Stanley tỏ ra thông cảm với các chiến sĩ và rút thiệp từ dây chuyền sản xuất để gửi miễn phí. Câu chuyện đã được một số hãng tin đưa tin, bao gồm Stars and Stripes; kết quả là nhiều đơn vị bắt đầu yêu cầu thẻ. Biểu tượng này cuối cùng đã được đưa vào các hoạt động chiến tranh tâm lý chính thức và hàng nghìn bộ bài đặc biệt chỉ chứa lá Át bích đã được Công ty Bài tây Hoa Kỳ tặng cho những người lính cố tình phân tán chúng khắp rừng rậm và làng mạc trong các cuộc đột kích. Các thẻ tương tự đã được sản xuất trong Chiến tranh vùng Vịnh năm 1991, ngay trước khi lực lượng Hoa Kỳ xâm lược Iraq. Do xung đột diễn ra trong thời gian ngắn nên những lá bài này chưa bao giờ tham chiến.